# Hulk (komiks)
Hulk je fiktivní postava komiksových příběhů vydávaných nakladatelstvím Marvel Comics. Poprvé se objevil ve vlastní komiksové knize The Incredible Hulk #1 roku 1962. Je výtvorem tvůrčího dua, které tvořili Stan Lee a Jack Kirby. Jeho postava je inspirována romány Podivný případ Dr. Jekylla a pana Hyda a Frankenstein.

## Vydání

### 60. a 70. léta
Tvůrčí spisovatel Stan Lee se při tvorbě Hulka nechal inspirovat monstry z románů Podivný případ Dr. Jekylla a pana Hyda a Frankenstein, mimo nich také židovskou mytickou postavou Golema. Vizuální podobu dodali výtvarníci Jack Kirby a Paul Reinman. První číslo komiksu The Incredible Hulk bylo vydáno v USA v květnu 1962. Zpočátku měl Hulk šedou barvu, jakožto neutrální k etnickým skupinám. Ve druhém čísle se jeho barva změnila na tradiční zelenou. V březnu 1963, po vydání šestého čísla, bylo vydávání zrušeno. Postava Hulka se poté objevovala pouze v jiných komiksech, jako jsou The Avengers, The Amazing Spider-Man nebo Fantastic Four. Mezitím si příběh vytvořil fanoušky mezi vysokoškolskými studenty, a tak v říjnu 1964 Hulkovy příběhy pokračovaly v sešitech Tales to Astonish, kde se o prostor dělil s příběhy Giant-Mana. Tyto vydání kreslili výtvarníci Steve Ditko a George Roussos. Během šedesátých let se na projektu podíleli ještě výtvarníci Gil Kane, Bill Everett a John Buscema. Právě v Tales to Astonish se Hulk setkal se svými úhlavními nepřáteli, kterými jsou Leader a Abomination.
V 70. letech 20. století začala být vydávána druhá série nazvaná The Incredible Hulk vol. 2. Na této sérii se podíleli spisovatelé Archie Goodwin, Chris Claremont, Tony Isabella, Herb Trimpe a Sal Buscema.

### 80. a 90. léta
Během 80. let se na příbězích podíleli hlavně tvůrci Roger Stern, Bill Mantlo a Greg Pak. Roku 1987 po tvůrčích neshodách celou sérii převzal spisovatel Peter David, který u Hulka zůstal dvanáct let. Jeho posledním číslem bylo 467. v srpnu 1998, důvodem odchodu byly opět tvůrčí neshody se společností Marvel. Po Davidově odchodu příběhy psal Joe Casey, jeho tvorba však nebyla přijata nejlépe. I proto byl roku 2000 nahrazem duem, které tvořili Erik Larsen a Jerry Ordway, jejich příběhy byly vydány v nové sérii The Incredible Hulk vol. 3. Do jejich týmu se brzy přidal i Paul Jenkins. Během této doby do série přibylo dalších 150. čísel a celá Hulkova historie tak čítala již přes 600 čísel.

### Současnost
Hulkovy příběhy pokračovaly v minisériích Planet Hulk a World War Hulk. Od října 2011 do prosince 2012 byla vydávána série The Incredible Hulk vol. 4, kterou vytvářeli Jason Aaron a Marc Silvestri. Po relaunchi Marvel univerza známém jako Marvel NOW! začala být vydávána série Indestructible Hulk, kterou vytvářeli Mark Waid a Leinil Yu, série byla v roce 2014 nahrazena novou sérií s názvem Hulk vol. 3, autorem zůstal Mark Waid. Sérii později převzal Gerry Duggan, ale stejně byla na konci roku 2015 ukončena číslem 16. V prosinci 2015 byla nahrazena sérií Totally Awesome Hulk Vol. 1, ve které byl místo Bruce Bannera Hulkem Amadeus Cho. Sérii psal Greg Pak a kreslil Frank Cho a později například Alan Davis. Série byla vydávána až do září 2017, kdy se v rámci eventu Marvel Legacy přečíslovaly série Marvelu. Po čísle 23 tak začala být vydávána série Incredible Hulk Vol. 1 s číslem 709. Sérii dále psal Greg Pak a nedošlo k narušení dějové kontinuity. Série byla ukončena číslem 717, kdy byla v červnu 2018 spuštěna nová série Immortal Hulk Vol. 1, kterou psal Al Ewing a kreslil Joe Bennett. Ta se dočkala 50 čísel, než byla v říjnu 2021 ukončena. Od listopadu se pera chopil Donny Cates a tužky Ryan Ottley a začala tím vycházet série s názvem Hulk Vol. 5.

### Spin-offy
- The Rampaging Hulk (od desátého čísla The Hulk!) - (leden 1977 - červen 1981)
- Hulk/Thing: Hard Knocks - (listopad 2004 - únor 2005)
- Planet Hulk - (duben 2006 - červen 2007)
- World War Hulk - (červenec 2007 - leden 2008)

## Fiktivní biografie postavy

### Bruce Banner
Robert Bruce Banner byl v dětství traumatizován svým alkoholickým otcem, který ho nenáviděl. Jeho otec byl jaderným fyzikem a pokoušel se vyvinout čistou jadernou energii. Bruce ho však již v dětství předčil v inteligenci, čím otce pouze více rozčiloval. Při jedné rodinné roztržce, když se Bruce zastala jeho matka, ji otec zabil. I přesto, že se bál synova udání, přihlásil se do psychiatrického ústavu.
Již v dětství se u Bruce objevovala rozdvojená osobnost jako následek traumatu. Jen stěží si dokázal najít kamarády a vyhledával soukromí. Ve škole byl často šikanován. To vše ho dovedlo k plánu sestavit pod školou bombu, za co byl i vyloučen, avšak armáda si povšimla jeho génia, a poté, co získal doktorát z jaderné fyziky, s nimi začal spolupracovat.
Poté pracoval na utajovaném vývoji gama bomby pro americkou vládu v tajné základně v Novém Mexiku. Při nehodě byl vystaven smrtelné dávce záření gama. Přežil, ale toto záření způsobilo, že se začal proměňovat v obrovské, svalnaté a nekontrolovatelné monstrum - Hulka. Hulkova obrovská síla je násobena jeho hněvem.

### Hulk
Nejdříve se v Hulka, ještě s šedou barvou kůže, proměňoval pouze po západu slunce. Brzy poté se však v Hulka, nyní již se zelenou barvou kůže, začal proměňovat kdykoli, kdy mu stoupla hladina adrenalinu. Jelikož Hulka hnal hněv a Banner ho nemohl příliš ovládat, stal se nebezpečným pro společnost. Proto na něj byli nasazeni lovci, které vede generál Thaddeus "Thunderbolt" Ross. Postupně Banner dokázal částečně ovládat Hulkovu mysl, a tak pomohl světu v boji proti mimozemšťanu jménem Metal Master. Tím získal prezidentskou milost za své ničení.
Poté, co ho oklamal Thorův bratr Loki, se z Hulka stal týmový hráč. Brzy spolupracoval s řadou superhrdinů světa Marvel. Hulkovou největší slabinou je jeho rozum, který je ovládán hněvem, a tak je snadno manipulovatelný. Hulk je také členem týmů superhrdinů Avengers či Ultimates.

## Česká vydání
- 2005 - Wolverine a Hulk, (autoři: Sam Keith: Wolverine Hulk #1–4, 2002)
- 2013 - Ultimátní komiksový komplet #8: The Incredible Hulk - Tiché výkřiky, (autoři: Peter David a Dale Keown: Hulk #370–377, 1990).
- 2013 - Ultimátní komiksový komplet #49: Hulkova planeta 1, (autoři: Greg Pak a Carlo Pagulayan: The Incredible Hulk vol. 3 #92–99, 2006–07).
- 2014 - Ultimátní komiksový komplet #50: Hulkova planeta 2, (autoři: Greg Pak a Carlo Pagulayan: The Incredible Hulk vol. 3 #100–105, 2007).
- 2014 - Ultimátní komiksový komplet #54: Hulk - Proti světu, (autoři: Greg Pak a John Romita Jr.: World War Hulk #1–5, 2007).
- 2015 - Ultimátní komiksový komplet #85: Marvel: Počátky - 60. léta, (autoři: Stan Lee a Jack Kirby: The Incredible Hulk #1, 1962).
- 2015 - Ultimátní komiksový komplet #95: The Incredible Hulk - Nespoutané monstrum, (autoři: Stan Lee, Gary Friedrich, Marie Severinová a Herb Trimpe: Tales to Astonish #101, The Incredible Hulk #102–108 a Annual #1, 1968).
- 2016 - Ultimátní komiksový komplet #106: Hulk - Srdce atomu, (autoři: Harlan Ellison, Roy Thomas, Archie Goodwin, Len Wein, Bill Mantlo, Peter Gillis, Herb Trimpe, Sal Buscema: The Incredible Hulk (vol. 1) #140, #148, #156, #202–203, #205–207, #246–248, 1971–80)
- 2016 - Ultimátní komiksový komplet #71: Hulk - Spálená země, (autoři: Jeff Parker, Gabriel Hardman a Ed McGuinness: Hulk (vol. 2) #25–30, 2010–11)
- 2016 - Nejmocnější hrdinové Marvelu #007: Hulk, (autoři: Paul Jenkins a Ron Garney: Incredible Hulk vol. 2 #12–20, 2000)

- Immortal Hulk (Vol. 6):
  - 2022 - Immortal Hulk 1: Nebo je obojím?, (autoři: Al Ewing, Joe Bennett, Garry Brown, Paul Hornschemeier a Marguerite Sauvage: Immortal Hulk (Vol. 6) #1–5, 2018)
  - 2022 - Immortal Hulk 2: Zelené dveře, (autoři: Al Ewing, Joe Bennett, Lee Garbett, Martin Simmonds: Immortal Hulk (Vol. 6) #6–10, 2018)
  - 2023 - Immortal Hulk 3: Hulk v pekle, (autoři: Al Ewing, Joe Bennett, Kyle Hotz, Eric Nguyen: Immortal Hulk (Vol. 6) #11–15, 2019)
  - 2023 - Immortal Hulk 4: Ohavnost, (autoři: Al Ewing a Joe Bennett: Immortal Hulk (Vol. 6) #16–20, 2019)
  - 2024 - Immortal Hulk 5: Ničitel světů, (autoři: Al Ewing, Joe Bennett, Ryan Bodenheim a Germán García: Immortal Hulk (Vol. 6) #21–25, 2019)
  - 2024 - Immortal Hulk 6: Věříme v Bruce Bannera, (autoři: Al Ewing, Matías Bergara a Tom Reilly: Immortal Hulk (Vol. 6) #26–30, 2019–20)

## Film a televize

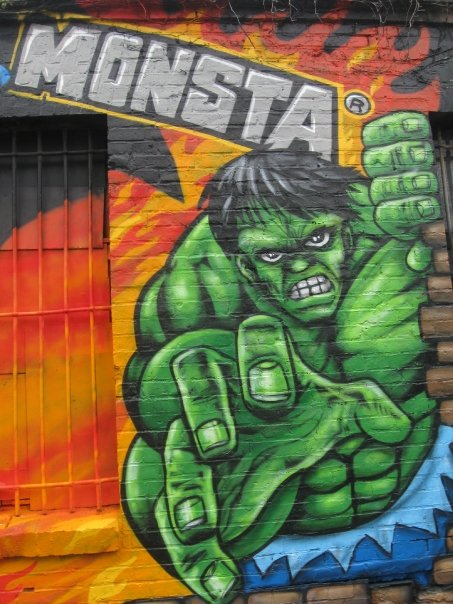
Graffiti vyobrazení Hulka v Berlíně

### Film
- 2003 – Hulk – režie Ang Lee, v hlavní roli Eric Bana

#### Marvel Cinemati Universe
- 2008 – Neuvěřitelný Hulk – režie Louis Leterrier, v hlavní roli Edward Norton

- 2012 – Avengers – režie Joss Whedon, v hlavní roli Mark Ruffalo
- 2015 – Avengers: Age of Ultron – režie Joss Whedon, v hlavní roli Mark Ruffalo
- 2017 – Thor: Ragnarok – režie Taika Waititi, v hlavní roli Mark Ruffalo
- 2018 – Avengers: Infinity War – režie Anthony a Joe Russoovi, hraje Mark Ruffalo
- 2019 – Avengers: Endgame – režie Anthony a Joe Russoovi, hraje Mark Ruffalo

### Televize
- 1977–1982 – The Incredible Hulk – seriál, 82 dílů., v hlavní roli Bill Bixby a Lou Ferrigno
- 1988 – Návrat neuvěřitelného Hulka – TV film navazující na seriál, režie Nicholas Corea, v hlavní roli Bill Bixby a Lou Ferrigno
- 1989 – Proces s neuvěřitelným Hulkem – TV film, režie Bill Bixby, v hlavní roli Bill Bixby a Lou Ferrigno
- 1990 – The Death of the Incredible Hulk – TV film, režie Bill Bixby, v hlavní roli Bill Bixby a Lou Ferrigno

### Animované filmy a seriály
- 1966 – Hulk (v sérii The Marvel Super Heroes) – seriál, dvě epizody.
- 1982–1983 – The Incredible Hulk – seriál, 13 dílů
- 1996–1997 – The Incredible Hulk – seriál, 21 dílů
- 2009 – Hulk Vs Thor – film
- 2009 - Hulk Vs Wolverine - film
- 2010 – Planet Hulk – film
- 2013 – Iron Man & Hulk: Heroes United – film
- 2013–2015 – Hulk and the Agents of S.M.A.S.H. – seriál, 52 dílů
- 2016 – Hulk: Where Monsters Dwell – film